# Љубешћица
Љубешћица је насељено место и седиште општине у Вараждинској жупанији, Хрватска. До територијалне реорганизације у Хрватској налазила се у саставу бивше велике општине Нови Мароф.

## Становништво
На попису становништва 2011. године, општина Љубешћица је имала 1.858 становника, од чега у самој Љубешћици 1.261.

## Попис1991.
На попису становништва 1991. године, насељено место Љубешћица је имало 1.369 становника, следећег националног састава:
| Попис 1991.‍   | Попис 1991.‍  | Попис 1991.‍ | Попис 1991.‍ | Попис 1991.‍ |
| ------------- | ------------ | ----------- | ----------- | ----------- |
|               |              |             |             |             |
| Хрвати        | Хрвати       |             | 1.352       | 98,75%      |
| Словенци      | Словенци     |             | 8           | 0,58%       |
| Македонци     | Македонци    |             | 1           | 0,07%       |
| Муслимани     | Муслимани    |             | 1           | 0,07%       |
| Немци         | Немци        |             | 1           | 0,07%       |
| Срби          | Срби         |             | 1           | 0,07%       |
| остали        | остали       |             | 1           | 0,07%       |
| регион. опр.  | регион. опр. |             | 1           | 0,07%       |
| непознато     | непознато    |             | 3           | 0,21%       |
| укупно: 1.369 |              |             |             |             |